# Gamla staden, Baku
Gamla staden (azerbajdzjanska: İçərişəhər) är den historiska kärnan i Baku. I gamla staden i Baku ligger också Sjirvansjahernas palats och Jungfrutornet.

## Världsarv
I december 2000, blev gamla staden i Baku, inklusive Sjirvansjahernas palats och Jungfrutornet den första platsen i Azerbajdzjan att klassificeras som världsarv av Unesco.
Tre år senare, 2003, placerade UNESCO gamla staden på lista över världsarv i fara, med hänvisning till skadorna från en jordbävning i november 2000, dåligt bevarande och "tvivelaktiga" resultat av restaureringen.
Under världsarvskommitténs möte 2009 berömdes Azerbajdzjan för sina ansträngningar för att bevara den gamla staden i Baku och tog bort den från den utrotningshotade listan.